# Selenocephalus obesiusculus
Selenocephalus obesiusculus är en insektsart som beskrevs av Alexander Fyodorovich Emeljanov 1972. Selenocephalus obesiusculus ingår i släktet Selenocephalus och familjen dvärgstritar. Inga underarter finns listade i Catalogue of Life.